# Коварская, Мария Ивановна
Мария Ивановна Кова́рская (урождённая — Хво́ркина; 1901—?) — советская актриса. Заслуженная артистка РСФСР (1954).

## Биография
Родилась 11 (24) марта 1901 года в деревне Кученицы (ныне Кировская область).
Окончила женскую гимназию Шуликовой в Казани. Театрального образования не получила. Пела в любительском хоре Казанской оперы. Творческую деятельность начала с участия в любительских спектаклях Рабочего клуба в Казани. Но уже вскоре природная одарённость молодой актрисы была замечена, и в 1919 году её взяли в профессиональную труппу этого клуба. Её муж, артист Николая Иванович Коварский обучал её актёрскому мастерству, прививал профессиональные навыки. Играла во многих городах Урала, Донбасса, Поволжья, Сибири. Не менее ста ролей сыграла она на разных сценах.
В 1937 году вместе с группой актёров Уральского рабочего реалистического театра, возглавляемого режиссёром Л. М. Эльстоном, переводится в Тамбов. В 1937—1969 годах работала в Тамбовском ОДТ имени А. В. Луначарского. С 1969 года Коварская жила в Ленинградском доме ветеранов сцены. Умерла около 1979 года.

## Роли в театре
- «Васса Железнова» М. Горького — Васса Борисовна Железнова
- «Каменное гнездо» Х. Вуолийки — Старая хозяйка Нискавуори
- «Остров Афродиты» А. Парниса — Ламбрини Кирьякули
- «Мещане» М. Горького — Татьяна, Акулина Ивановна Бессеменова
- «Обрыв» по И. А. Гончарову — Вера Васильевна
- «Последние» М. Горького — Любовь
- «Мачеха» Бальзака — Гертруда
- «Ромео и Джульетта» Шекспира — Кормилица
- «Парень из нашего города» К. М. Симонова — Полина Францевна Сюлли́
- «Ленинградский проспект» И. В. Штока — Клавдия Петровна Забродина
- «Мария Тюдор» В. Гюго — Мария Тюдор
- «Взаимная любовь» И. Рубинштейна — Берта Соловейчик
- «Семья» И. Ф. Попова — М. А. Ульянова
- «В Лебяжьем» Д. П. Девятова — учительница Озерова

## Награды и премии
- заслуженная артистка РСФСР (1954).
- Сталинская премия третьей степени (1952) — за исполнение роли в спектакле «В Лебяжьем» Д. П. Девятова, поставленный на сцене Тамбовского ДТ имени А. В. Луначарского